# سیارک ۱۰۵۰۲
سیارک ۱۰۵۰۲ (به انگلیسی: 10502 Armaghobs، نامگذاری:1987QF6) ده هزار و پانصد و دومین سیارک کشف شده‌است که در ۲۲ اوت ۱۹۸۷ کشف شد.
قدر مطلق سیارک برابر ۱۵٫۰۰ است.